# SPHL 2006/07
Die Saison 2006/07 war die dritte reguläre Saison der Southern Professional Hockey League. Die acht Teams sollten in der regulären Saison je 56 Begegnungen absolvieren, jedoch musste der Spielplan aufgrund des vorzeitigen, finanziell bedingten, Ausscheidens der Florida Seals umgeändert werden. Das punktbeste Team der regulären Saison waren die Columbus Cottonmouths, während die Fayetteville FireAntz in den Play-offs zum ersten Mal den President’s Cup gewannen.

## Teamänderungen
Folgende Änderungen wurden vor Beginn der Saison vorgenommen:
- Die Richmond Renegades wurden als Expansionsteam in die Liga aufgenommen.

## Reguläre Saison

### Abschlusstabelle
Abkürzungen: GP = Spiele, W = Siege, L = Niederlagen, T = Unentschieden, OTL = Niederlage nach Overtime, GF = Erzielte Tore, GA = Gegentore, Pts = Punkte
|                         | GP | W  | L  | OTL | SOL | GF  | GA  | Pts |
| ----------------------- | -- | -- | -- | --- | --- | --- | --- | --- |
| Columbus Cottonmouths   | 56 | 36 | 18 | 1   | 1   | 217 | 181 | 74  |
| Knoxville Ice Bears     | 56 | 33 | 19 | 3   | 1   | 219 | 185 | 70  |
| Fayetteville FireAntz   | 56 | 32 | 18 | 4   | 2   | 246 | 205 | 70  |
| Huntsville Havoc        | 56 | 29 | 23 | 3   | 1   | 221 | 210 | 62  |
| Richmond Renegades      | 56 | 27 | 25 | 4   | 0   | 187 | 219 | 58  |
| Jacksonville Barracudas | 56 | 25 | 24 | 5   | 2   | 198 | 238 | 57  |
| Pee Dee Cyclones        | 56 | 16 | 32 | 7   | 1   | 225 | 280 | 40  |
| Florida Seals           | 26 | 11 | 14 | 1   | 0   | 110 | 105 | 23  |

### Beste Scorer
Abkürzungen: GP = Spiele, G = Tore, A = Assists, Pts = Punkte, PIM = Strafminuten
| Spieler          | Team                  | GP | G  | A  | Pts | PIM |
| ---------------- | --------------------- | -- | -- | -- | --- | --- |
| Kevin Swider     | Knoxville Ice Bears   | 56 | 36 | 57 | 93  | 70  |
| Rob Sich         | Fayetteville FireAntz | 51 | 46 | 46 | 92  | 93  |
| Tim Velemirovich | Fayetteville FireAntz | 56 | 30 | 59 | 89  | 56  |
| Allan Sirois     | Pee Dee Cyclones      | 53 | 30 | 48 | 78  | 161 |
| James Patterson  | Huntsville Havoc      | 56 | 26 | 52 | 78  | 40  |

## President’s-Cup-Playoffs
| President’s-Cup-Pre-Playoffs | President’s-Cup-Pre-Playoffs | President’s-Cup-Pre-Playoffs |   |                         | President’s-Cup-Halbfinale | President’s-Cup-Halbfinale | President’s-Cup-Halbfinale |  |  | President’s-Cup-Finale | President’s-Cup-Finale | President’s-Cup-Finale |
|                              |                              |                              |   |                         |                            |                            |                            |  |  |                        |                        |                        |
| 2                            | Knoxville Ice Bears          | 2                            |   |                         |                            |                            |                            |  |  |                        |                        |                        |
| 5                            | Richmond Renegades           | 1                            |   |                         |                            |                            |                            |  |  |                        |                        |                        |
| 5                            | Richmond Renegades           | 1                            | 2 | Knoxville Ice Bears     | 0                          |                            |                            |  |  |                        |                        |                        |
|                              |                              |                              | 2 | Knoxville Ice Bears     | 0                          |                            |                            |  |  |                        |                        |                        |
|                              | 3                            | Fayetteville FireAntz        | 2 |                         |                            |                            |                            |  |  |                        |                        |                        |
| 3                            | 3                            | Fayetteville FireAntz        | 2 | Fayetteville FireAntz   | 2                          |                            |                            |  |  |                        |                        |                        |
| 3                            |                              |                              |   | Fayetteville FireAntz   | 2                          |                            |                            |  |  |                        |                        |                        |
| 4                            | Huntsville Havoc             | 0                            |   |                         |                            |                            |                            |  |  |                        |                        |                        |
| 4                            | Huntsville Havoc             | 0                            | 3 | Fayetteville FireAntz   | 3                          |                            |                            |  |  |                        |                        |                        |
|                              |                              |                              |   | Fayetteville FireAntz   | 3                          |                            |                            |  |  |                        |                        |                        |
|                              | 6                            | Jacksonville Barracudas      | 1 |                         |                            |                            |                            |  |  |                        |                        |                        |
| 1                            | 6                            | Jacksonville Barracudas      | 1 | Columbus Cottonmouths   | 1                          |                            |                            |  |  |                        |                        |                        |
| 1                            |                              |                              |   | Columbus Cottonmouths   | 1                          |                            |                            |  |  |                        |                        |                        |
| 6                            | Jacksonville Barracudas      | 3                            |   |                         |                            |                            |                            |  |  |                        |                        |                        |
| 6                            | Jacksonville Barracudas      | 3                            | 6 | Jacksonville Barracudas |                            |                            |                            |  |  |                        |                        |                        |
|                              |                              |                              | 6 | Jacksonville Barracudas |                            |                            |                            |  |  |                        |                        |                        |
|                              |                              | Freilos                      |   |                         |                            |                            |                            |  |  |                        |                        |                        |
|                              |                              |                              |   |                         |                            |                            |                            |  |  |                        |                        |                        |
|                              |                              |                              |   |                         |                            |                            |                            |  |  |                        |                        |                        |
|                              |                              |                              |   |                         |                            |                            |                            |  |  |                        |                        |                        |

## Vergebene Trophäen
| Auszeichnung                                                   | Spieler               | Team                  |
| -------------------------------------------------------------- | --------------------- | --------------------- |
| Coach of the Year Bester Trainer                               | John Marks            | Fayetteville FireAntz |
| Most Valuable Player Bester Spieler der regulären Saison       | Rob Sich              | Fayetteville FireAntz |
| Scoring Leader Bester Scorer der regulären Saison              | Kevin Swider          | Knoxville Ice Bears   |
| Rookie of the Year Bester Rookie der regulären Saison          | Tim Velemirovich      | Fayetteville FireAntz |
| Defenseman of the Year Bester Verteidiger der regulären Saison | Brian Goudie          | Richmond Renegades    |
| Goaltender of the Year Bester Torhüter der regulären Saison    | Chad Rycroft          | Columbus Cottonmouths |
| President’s Cup Gewinner der Playoffs                          | Fayetteville FireAntz | Fayetteville FireAntz |
| William B. Coffey Trophy Bestes Team der regulären Saison      | Columbus Cottonmouths | Columbus Cottonmouths |